# Tara Vaughan
Pour les articles homonymes, voir Vaughan.
Tara Vaughan, née le 28 décembre 2003 à Wellington, est une kayakiste néo-zélandaise, championne du monde (2023) et olympique (2024) du K4 500 m.

## Carrière
Tara Vaughan étudie le sport à l'Université d'Auckland.
Aux Championnats du monde 2023, le quatuor composé de Lisa Carrington, Alicia Hoskin et Olivia Brett remportent la première médaille d'or mondiale de la Nouvelle-Zélande en K4 500 m. Cette médaille leur permet de se qualifier pour les Jeux olympiques. Pour ses premiers Jeux olympiques en 2024, elle remporte l'or olympique en K4 500 m avec Carrington, Hoskin et Brett.